# Thuần Lộc
Thuần Lộc là một xã thuộc huyện Hậu Lộc, tỉnh Thanh Hóa, Việt Nam.

## Địa lý
Xã Thuần Lộc nằm ở phía nam huyện Hậu Lộc, có vị trí địa lý:
- Phía đông giáp xã Xuân Lộc
- Phía tây giáp huyện Hoằng Hóa
- Phía nam giáp huyện Hoằng Hóa
- Phía bắc giáp thị trấn Hậu Lộc và xã Mỹ Lộc.

Xã Thuần Lộc có diện tích 6,53 km², dân số năm 2018 là 7.821 người, mật độ dân số đạt 1.198 người/km².

## Lịch sử
Địa bàn xã Thuần Lộc hiện nay trước đây vốn là hai xã Văn Lộc và Thuần Lộc.
Trước khi sáp nhập, xã Thuần Lộc có diện tích 3,31 km², dân số là 3.839 người, mật độ dân số đạt 1.160 người/km², được chia thành 5 thôn: Bộ Đầu, Lam Hạ, Lam Thượng, Nhuệ Thôn, Yên Thường. Xã Văn Lộc có diện tích 3,22 km², dân số là 3.982 người, mật độ dân số đạt 1.237 người/km², được chia thành 8 thôn: Hà Mát, Mỹ Điện, Mỹ Quang, Tinh Anh, Tinh Hoa, Tinh Lộc, Tinh Phú, Văn Xuân.
Ngày 16 tháng 10 năm 2019, Ủy ban Thường vụ Quốc hội ban hành Nghị quyết số 786/NQ-UBTVQH14 về việc sắp xếp các đơn vị hành chính cấp xã thuộc tỉnh Thanh Hóa (nghị quyết có hiệu lực từ ngày 1 tháng 12 năm 2019). Theo đó, sáp nhập toàn bộ diện tích và dân số của xã Văn Lộc vào xã Thuần Lộc.

## Hành chính
Xã Thuần Lộc được chia thành 13 thôn: Bộ Đầu, Hà Mát, Lam Hạ, Lam Thượng, Mỹ Điện, Mỹ Quang, Nhuệ Thôn, Tinh Anh, Tinh Hoa, Tinh Lộc, Tinh Phú, Văn Xuân, Yên Thường.

## Giao thông
- Quốc lộ 10 chạy qua xã.